# Švica na Svetovnem prvenstvu v hokeju na ledu 2009
Švica na Svetovnem prvenstvu v hokeju na ledu 2009 ED, ki je potekalo med 24. aprilom in 10. majem 2009 v švicarskih mestih Bern in Kloten. 

## Postava
- Selektor: Ralph Krueger (pomočnika: Jakob Kölliker in Peter Lee)
- Vratarji: Martin Gerber, Ronnie Rueger
- Branilci: Severin Blindenbacher, Mark Streit (kapetan), Yannick Weber, Raphael Díaz, Félicien Du Bois, Mathias Seger, Philippe Furrer, Goran Bezina, Roman Josi
- Napadalci: Andreas Ambühl, Roman Wick, Thomas Déruns, Thierry Paterlini, Thibaut Monnet, Martin Plüss, Ivo Rüthemann, Sandy Jeannin, Thomas Ziegler, Raffaele Sannitz, Ryan Gardner, Romano Lemm, Julien Sprunger, Kevin Romy

## Tekme

### Skupinski del
| 24. april 2009 | Švica | 1 – 0 | Francija | PostFinance Arena, Bern |

| Poročilo tekme | Poročilo tekme       | Poročilo tekme         | Poročilo tekme | Poročilo tekme                                               |
| -------------- | -------------------- | ---------------------- | -------------- | ------------------------------------------------------------ |
| Začetek: 20:15 | M. Plüss (PP1) 11:33 | ( 1 – 0, 0 – 0, 0 – 0) |                | Gledalci: 10.570 Sodnika: Rick Looker Sodnika: Thomas Sterns |

| 26. april 2009 | Švica | 3 – 2 (OT) | Nemčija | PostFinance Arena, Bern |

| Poročilo tekme | Poročilo tekme                                     | Poročilo tekme                | Poročilo tekme                                 | Poročilo tekme                                             |
| -------------- | -------------------------------------------------- | ----------------------------- | ---------------------------------------------- | ---------------------------------------------------------- |
| Začetek: 16:15 | R. Wick 08:36 M. Seger 23:25 M. Streit (PP1) 61:18 | ( 1 – 1, 1 – 1, 0 – 0, 1 - 0) | 06:26 (PP1) C. Ullmann 33:02 (SH1) C. Schubert | Gledalci: 11.423 Sodnika: Sami Partanen Sodnika: Jyri Rönn |

| 28. april 2009 | Rusija | 4 – 2 | Švica | PostFinance Arena, Bern |

| Poročilo tekme | Poročilo tekme                                                              | Poročilo tekme         | Poročilo tekme                              | Poročilo tekme                                                    |
| -------------- | --------------------------------------------------------------------------- | ---------------------- | ------------------------------------------- | ----------------------------------------------------------------- |
| Začetek: 16:15 | V. Atjušov 02:19 I. Kovalčuk 29:08 A. Morozov 48:28 A. Perežogin (EN) 59:45 | ( 1 – 2, 1 – 0, 2 – 0) | 09:46 (PP1) R. Gardner 17:17 (PP1) M. Plüss | Gledalci: 11.479 Sodnika: Vladimir Sindler Sodnika: Derek Zalaski |

### Kvalifikacijski krog
| 30. april 2009 | Švica | 1 – 2 (PS) | Latvija | PostFinance Arena, Bern |

| Poročilo tekme | Poročilo tekme        | Poročilo tekme                       | Poročilo tekme                                 | Poročilo tekme                                                   |
| -------------- | --------------------- | ------------------------------------ | ---------------------------------------------- | ---------------------------------------------------------------- |
| Začetek: 20:15 | A. Ambühl (PP1) 58:29 | ( 0 - 1, 0 - 0, 1 - 0, 0 - 0, 0 - 1) | 15:30 (PP1) M. Cipulis 65:00 (GWG) A. Ņiživijs | Gledalci: 9.771 Sodnika: Vladimir Baluska Sodnika: Derek Zalaski |

| 3. maj 2009 | Švica | 1 – 4 | Švedska | PostFinance Arena, Bern |

| Poročilo tekme | Poročilo tekme      | Poročilo tekme         | Poročilo tekme                                                        | Poročilo tekme                                          |
| -------------- | ------------------- | ---------------------- | --------------------------------------------------------------------- | ------------------------------------------------------- |
| Začetek: 16:15 | R. Lemm (PP1) 56:44 | ( 0 – 1, 0 – 1, 1 – 2) | 05:47 J. Oduya 24:59 (PP1) J. Harju 46:41 L. Omark 55:06 J. Andersson | Gledalci: 11.327 Sodnika: Ole Hansen Sodnika: Jyri Rönn |

| 4. maj 2009 | ZDA | 3 - 4 (OT) | Švica | PostFinance Arena, Bern |

| Poročilo tekme | Poročilo tekme                                                 | Poročilo tekme                | Poročilo tekme                                                   | Poročilo tekme                                                    |
| -------------- | -------------------------------------------------------------- | ----------------------------- | ---------------------------------------------------------------- | ----------------------------------------------------------------- |
| Začetek: 20:15 | R. Hainsey (PP1) 25:57 C. Higgins 35:08 R. Hainsey (PP2) 39:48 | ( 0 - 1, 3 - 1, 0 - 1, 0 - 1) | 09:42 (PP2) A. Ambühl 31:03 R. Lemm 49:42 M. Plüss 60:13 R. Wick | Gledalci: 10.317 Sodnika: Peter Orszag Sodnika: Daniel Piechaczek |

## Seznam reprezentantov s statistiko

### Vratarji
| #  | Igralec       | OT | OMIN | PG | PGT  | KM | PPPG | PSHG |
| 26 | Martin Gerber | 6  | 364  | 14 | 2,31 | 0  | 5    | 1    |
| 66 | Ronnie Rüeger | 6  | 0    | 0  | 0    | 0  | 0    | 0    |
| -- | ------------- | -- | ---- | -- | ---- | -- | ---- | ---- |

### Drsalci
| #  | Igralec               | OT | DG | DA | TOČ | DGT  | DAT  | DPPG | DPPGT | DSHG | DSHGT | KM |
| 5  | Severin Blindenbacher | 6  | 0  | 2  | 2   | 0    | 0,33 | 0    | 0     | 0    | 0     | 6  |
| 7  | Mark Streit           | 6  | 1  | 4  | 5   | 0,17 | 0,66 | 1    | 0,17  | 0    | 0     | 8  |
| 10 | Andres Ambühl         | 6  | 2  | 1  | 3   | 0,33 | 0,17 | 2    | 0,33  | 0    | 0     | 6  |
| 13 | Felicien Du Bois      | 5  | 0  | 2  | 2   | 0    | 0,4  | 0    | 0     | 0    | 0     | 6  |
| 14 | Roman Wick            | 6  | 2  | 2  | 4   | 0,33 | 0,33 | 0    | 0     | 0    | 0     | 2  |
| 18 | Thomas Deruns         | 5  | 0  | 0  | 0   | 0    | 0    | 0    | 0     | 0    | 0     | 0  |
| 23 | Thierry Paterlini     | 6  | 0  | 1  | 1   | 0    | 0,17 | 0    | 0     | 0    | 0     | 6  |
| 25 | Thibaut Monnet        | 3  | 0  | 0  | 0   | 0    | 0    | 0    | 0     | 0    | 0     | 2  |
| 28 | Martin Plüss          | 6  | 3  | 1  | 4   | 0,5  | 0,17 | 2    | 0,33  | 0    | 0     | 4  |
| 31 | Mathias Seger         | 6  | 1  | 1  | 2   | 0,17 | 0,17 | 0    | 0     | 0    | 0     | 4  |
| 32 | Ivo Rüthemann         | 6  | 0  | 3  | 3   | 0    | 0,5  | 0    | 0     | 0    | 0     | 2  |
| 35 | Sandy Jeannin         | 6  | 0  | 2  | 2   | 0    | 0,33 | 0    | 0     | 0    | 0     | 4  |
| 38 | Thomas Ziegler        | 6  | 0  | 0  | 0   | 0    | 0    | 0    | 0     | 0    | 0     | 4  |
| 39 | Raffaele Sannitz      | 6  | 0  | 0  | 0   | 0    | 0    | 0    | 0     | 0    | 0     | 2  |
| 51 | Ryan Gardner          | 5  | 1  | 0  | 1   | 0,2  | 0    | 1    | 0,2   | 0    | 0     | 0  |
| 54 | Philippe Furrer       | 4  | 0  | 0  | 0   | 0    | 0    | 0    | 0     | 0    | 0     | 6  |
| 57 | Goran Bezina          | 6  | 0  | 0  | 0   | 0    | 0    | 0    | 0     | 0    | 0     | 6  |
| 67 | Romano Lemm           | 6  | 2  | 1  | 3   | 0,33 | 0,17 | 1    | 0,17  | 0    | 0     | 0  |
| 77 | Yannick Weber         | 3  | 0  | 0  | 0   | 0    | 0    | 0    | 0     | 0    | 0     | 8  |
| 86 | Julien Sprunger       | 5  | 0  | 0  | 0   | 0    | 0    | 0    | 0     | 0    | 0     | 0  |
| 88 | Kevin Romy            | 6  | 0  | 0  | 0   | 0    | 0    | 0    | 0     | 0    | 0     | 0  |
| 90 | Roman Josi            | 6  | 0  | 0  | 0   | 0    | 0    | 0    | 0     | 0    | 0     | 2  |
| -- | --------------------- | -- | -- | -- | --- | ---- | ---- | ---- | ----- | ---- | ----- | -- |